# Mercurol-Veaunes
Mercurol-Veaunes é uma comuna francesa na região administrativa de Auvérnia-Ródano-Alpes, no departamento de Drôme. Estende-se por uma área de 25.01 km². Em 2010 a comuna tinha 2 762 habitantes (densidade: 110,4 hab./km²).
Foi criada em 1 de janeiro de 2016, a partir da fusão das antigas comunas de Mercurol e Veaunes.